# Unsung Story
Unsung Story: Tale of the Guardians est un prochain jeu de rôle tactique en développement par le studio Little Orbit. Initialement prévu pour sortir en 2015, la date a été repoussée à 2021 puis à une date indéfinie pour les plateformes Microsoft Windows, macOS, Linux, iOS, Android, Nintendo Switch, PlayStation 4 et Xbox One.

## Développement
Financé sur Kickstarter début 2014 par le développeur Playdek le jeu a été annoncé pour être développé sous la direction créative de Yasumi Matsuno, le directeur de Final Fantasy Tactics et Vagrant Story, dont Unsung Story s'inspire largement. Le jeu a recueilli plus de 600 000 $ de contributions, mais aucune nouvelle information à ce sujet n'a été publiée pendant une grande partie de 2015,. En février 2016, Playdek a annoncé que le développement avait été arrêté par manque de ressources. En septembre 2016, Playdek a annoncé une collaboration avec une autre société, révélée plus tard comme étant Little Orbit, pour poursuivre le développement du jeu,,,. Le jeu devrait sortir pour Microsoft Windows, macOS, Linux, iOS, Android, Nintendo Switch, PlayStation 4 et Xbox One au quatrième trimestre de 2020.
En octobre 2024, un développeur affirme que le projet s'apprête à reprendre sa production.